# Inarzo
Inarzo är en ort och kommun i provinsen Varese i regionen Lombardiet i Italien. Kommunen hade 1 067 invånare (2018).